# Ziegenküppel (Stolzhäuser Rücken)
Der Ziegenküppel ist ein 405,8 m ü. NHN hoher Nordostausläufer des Stolzhäuser Rückens im Stölzinger Gebirge, einem Mittelgebirge des Osthessischen Berglands. Er liegt bei Waldkappel im nordhessischen Werra-Meißner-Kreis.
Die Erhebung ist nicht zu verwechseln mit dem 4,7 km (Luftlinie) südlich bei Thurnhosbach gelegenen Ziegenküppel im Stölzinger Gebirge.

## Geographie

### Lage
Der Ziegenküppel erhebt sich im Nordostteil von Nordhessen im zum Osthessischen Bergland gehörenden Fulda-Werra-Bergland im Geo-Naturpark Frau-Holle-Land (Werratal.Meißner.Kaufunger Wald). Sein Gipfel liegt zwischen Harmuthsachsen im Norden, der Kernstadt von Waldkappel im Osten, Mäckelsdorf im Südsüdwesten und Wollstein (Kloster nahe Waldkappel-Harmuthsachsen) im Westen.
Auf dem bewaldeten Ziegenküppel liegen Teile des Fauna-Flora-Habitat-Gebiets Werra- und Wehretal (FFH-Nr. 4825-302; 244,8191 km²).
Nordwestlich des Ziegenküppels fließt der Bach Im Hohl als südwestlicher Zufluss der Wehre, die nördlich der Erhebung entlang der Bundesstraße 7 durch Harmuthsachsen verläuft und in den im östlichen Waldkappel der Schemmerbach mündet. Südlich der Erhebung fließt die Hetze, die durch Mäckelsdorf verläuft und etwas weiter südöstlich in den Schemmerbach mündet.

### Naturräumliche Zuordnung
Der Ziegenküppel gehört in der naturräumlichen Haupteinheitengruppe Osthessisches Bergland (Nr. 35), in der Haupteinheit Fulda-Werra-Bergland (357) und in der Untereinheit Stölzinger Bergland (Stölzinger Gebirge) (357.4) zum Naturraum Stolzhäuser Rücken (357.41). Seine Landschaft fällt nach Süden und Südosten in den Naturraum Schemmerbachgrund (357.32) ab, der zur Untereinheit Sontraer Hügelland (357.3) zählt, und nach Nordosten und Norden in den Naturraum Waldkappeler Wehretal (357.54), der zur Untereinheit Witzenhausen-Altmorschener Talung (357.5) gehört.

## Verkehr und Wandern
Nordöstlich vorbei am Ziegenküppel führt zwischen Harmuthsachsen und Waldkappel abwärts entlang der Wehre die Bundesstraße 7. Zwischen beiden Ortschaften verläuft parallel zur B 7 die Kreisstraße 33, die in Waldkappel auf die von der B 7 abzweigende Landesstraße 3226 trifft. Letztere führt südöstlich vorbei an der Erhebung aufwärts entlang dem Schemmerbach nach Friemen. Früher verlief etwa parallel zu dieser Straße als Abschnitt der Kanonenbahn die Bahnstrecke Leinefelde–Treysa. Über den Ziegenküppel führen der Hessenweg 8, der Wanderweg der Deutschen Einheit und der Barbarossaweg (dort mit Wegzeichen „X8“ markiert).